# Trinidad e Tobago nos Jogos Olímpicos de Verão de 1952
Trinidad e Tobago participou dos Jogos Olímpicos de Verão de 1952 em  Helsinque, Finlândia.

## Medalhistas

### Bronze
- Rodney Wilkes — Halterofilismo, Peso Pena

- Lennox Kilgour — Halterofilismo, Peso Meio-pesado